# ジブラルタル・ケーブルカー
ジブラルタル・ケーブルカー（英: Gibraltar Cable Car、西: Teleférico de Gibraltar）はジブラルタルのロープウェイ。麓の駅はアラメダ庭園の隣、メイン・ストリートの南端近くに位置する。

## 営業
麓の駅からケーブルカーはザ・ロックを上り、猿園 (Ape's Den) を通り過ぎ、6分かけてザ・ロックの頂上に着く。終点は "Top of the Rock" というものの、実際はザ・ロックで2番目に高い頂点（海抜412メートル）である。
乗車中、音声ガイドがジブラルタルの景色の歴史的背景を説明する。頂上の終点にはレストラン、カフェ、トイレ、そしてテラスがある。テラスからの風景は、ジブラルタル海峡を越えモロッコまで、アルヘシラス方向にジブラルタル湾、東はマルベーリャ方向に東側の海岸を望むことができる

## 沿革
ジブラルタル・ケーブルカーは1966年にスイスのケーブルカー専門家 Von Roll Holding が建設した。最近の改修は1986年のものであり、現在のゴンドラはその時に導入された。2007年には頂上の駅が改築され、結婚式場として使われるカルプ・スイートを含む現在の設備に置き換わった。

## アクセス
バス No.2, 3, 4 が麓の駅近くに停車する。駅の隣のグラン・パレードには無料駐車場があるが、いつも満杯である。

## ギャラリー

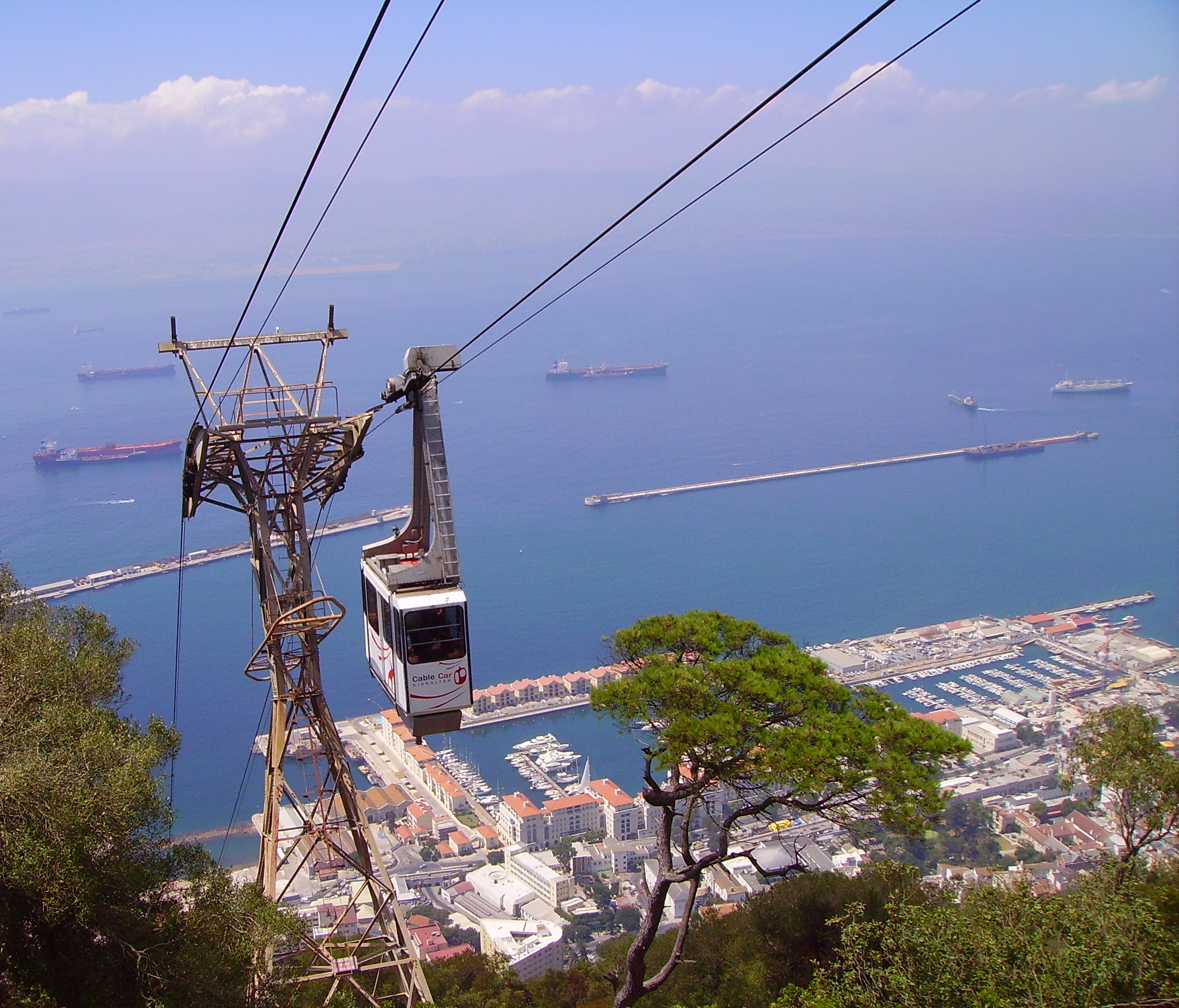
ゴンドラ（高所）
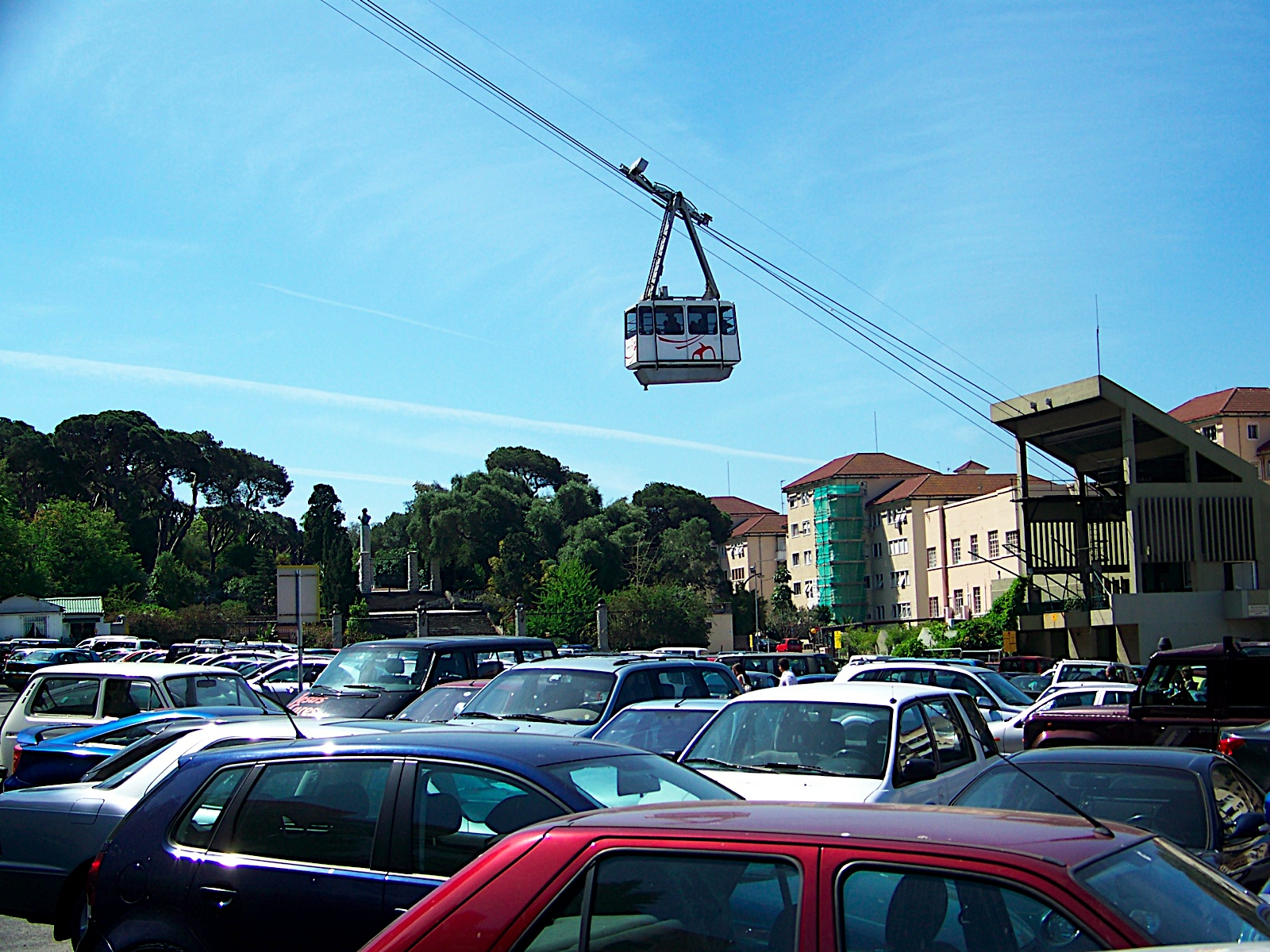
ゴンドラ（低所）
- ゴンドラ（低所）